# Église Saint-Gilles de Coulonces
Pour les articles homonymes, voir Église Saint-Gilles.
L'église Saint-Gilles est une église catholique des XIVe et XVe siècles située à Coulonces, en France.

## Localisation
L'église est située dans le département français du Calvados, dans le bourg de Coulonces.

## Historique
L'édifice est inscrit au titre des Monuments historiques depuis le 19 mars 1927.

## Intérieur de l'église

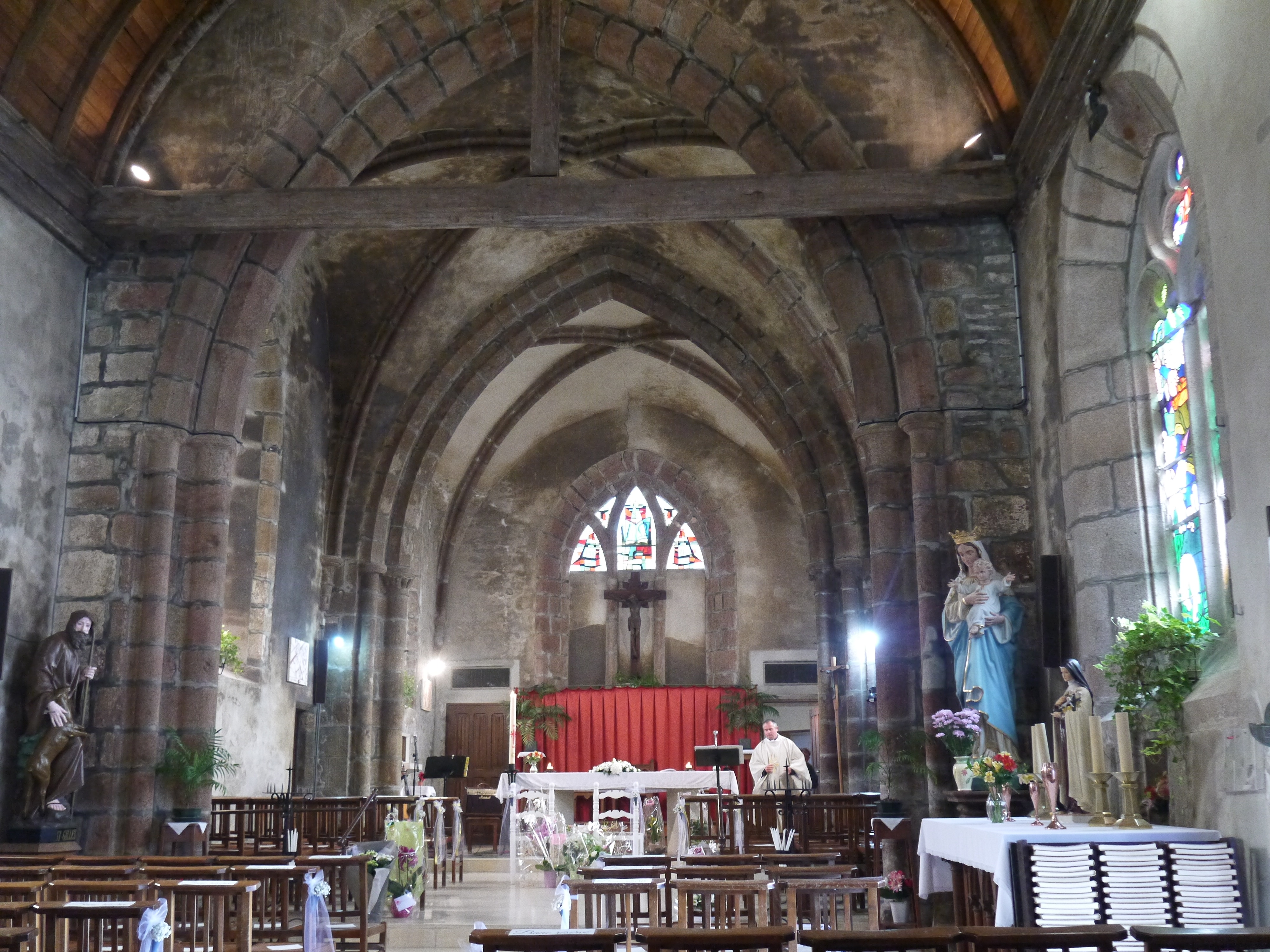
L'intérieur de l'église.